# 西糀谷
西糀谷（日语：／ Nishi-kōjiya */?）是東京都大田區的町名。現行行政地名為西糀谷一丁目至西糀谷四丁目。2013年8月1日的人口有19,799人。郵遞區號為144-0034。

## 地理
位於大田區東部，地形的大致平坦，北部有新呑川流。
南側有環狀八號線與京急空港線通過，東部有國道131號（通稱：產業道路）通過，一、四丁目的最近車站是糀谷站，二、三丁目的最近車站是大鳥居站。但一丁目北部等地距離巴士站較遠，稍微不便。三丁目設有大田區立糀谷中學校與大田區立糀谷小學校。町域內住宅、町工廠密集，高層住宅與集合住宅也不少。

## 歷史
1964年（昭和39年），糀谷一丁目與二丁目大部分地區，及北糀谷町、東鎌田三丁目、新宿町、糀谷三丁目各一部分合併為西糀谷。

### 地名由來
本地位在糀谷町西部而得名。

## 設施
- 大田區立糀谷中學校
- 大田區立糀谷小學校
- 濱竹天祖神社

## 備註
1. ↑  .   [2013-08-26]. （原始内容存档于2014-02-18）.

## 外部連結
- 大田區官方網站 （页面存档备份，存于）